# 佐藤翔治
佐藤翔治（日语：／ Satō Shōji，1982年9月19日—），日本男子羽毛球运动员。東京都東村山市出生，畢業於關東第一高校及東京富士大学，其後加入NTT東日本株式會社。於2012年退役後，曾出任日本國家羽毛球隊女單教練。現隸屬於NTT東日本株式會社総務人事部，並為該社的羽毛球隊女子隊教練。

## 生平
佐藤翔治从2003年至2006年，连续四次夺得日本全国羽毛球赛冠军。佐藤翔治在雅典奥运会羽毛球男子单打比赛中，在32强中输给了中国的鲍春来。
佐藤也取得了北京奥运会羽毛球男子单打的参赛资格，32强击败了印度的阿努普·斯里达尔，在16强中三局苦战被丹麦名将彼得·盖德所淘汰。
2011年4月，佐藤夥拍川前直樹出戰澳洲羽毛球公開賽，在決賽以0比2（17–21, 18-21）負於隊友遠藤大由及早川賢一組合，屈居亞軍。同年7月，他們出戰俄羅斯羽毛球公開賽，再在決賽中遇上相同對手，但這次則以2比0（21-18, 21-17）獲勝，奪得冠軍。
2012年12月27日，佐藤翔治正式從羽毛球世界聯會註冊退役。
2013年，佐藤出任日本国家队女单教练。

## 主要比賽成績
只列出曾進入準決賽的國際賽事成績：
| 年份   | 賽事                       | 公開賽級別 | 項目     | 拍檔     | 成績   |
| ------ | -------------------------- | ---------- | -------- | -------- | ------ |
| 2007年 | 大阪羽毛球國際挑戰賽       | 國際挑戰賽 | 男子單打 | －       | 亞軍   |
| 2009年 | 愛沙尼亞羽毛球國際賽       | 國際系列賽 | 男子單打 | －       | 準決賽 |
| 2009年 | 愛沙尼亞羽毛球國際賽       | 國際系列賽 | 男子雙打 | 川前直樹 | 冠軍   |
| 2009年 | 瑞典斯德哥爾摩羽毛球國際賽 | 國際挑戰賽 | 男子雙打 | 川前直樹 | 冠軍   |
| 2009年 | 奧地利羽毛球國際挑戰賽     | 國際挑戰賽 | 男子雙打 | 川前直樹 | 冠軍   |
| 2009年 | 克羅地亞羽毛球國際賽       | 國際系列賽 | 男子雙打 | 川前直樹 | 亞軍   |
| 2009年 | 荷蘭羽毛球國際賽           | 國際挑戰賽 | 男子雙打 | 川前直樹 | 準決賽 |
| 2009年 | 加拿大羽毛球國際挑戰賽     | 國際挑戰賽 | 男子雙打 | 川前直樹 | 冠軍   |
| 2010年 | 大阪羽毛球國際挑戰賽       | 國際挑戰賽 | 男子雙打 | 川前直樹 | 準決賽 |
| 2010年 | 荷蘭羽毛球大獎賽           | 大獎賽     | 男子雙打 | 川前直樹 | 準決賽 |
| 2011年 | 馬來西亞羽毛球超級賽       | 超級賽     | 男子雙打 | 川前直樹 | 準決賽 |
| 2011年 | 澳洲羽毛球黃金大獎賽       | 黃金大獎賽 | 男子雙打 | 川前直樹 | 亞軍   |
| 2011年 | 俄羅斯羽毛球大獎賽         | 大獎賽     | 男子雙打 | 川前直樹 | 冠軍   |
| 2011年 | 美國羽毛球黃金大獎賽       | 黃金大獎賽 | 男子雙打 | 川前直樹 | 準決賽 |
| 2011年 | 美國羽毛球黃金大獎賽       | 黃金大獎賽 | 混合雙打 | 松尾靜香 | 準決賽 |
| 2011年 | 印度羽毛球黃金大獎賽       | 黃金大獎賽 | 男子雙打 | 川前直樹 | 冠軍   |
| 2011年 | 中國羽毛球首要超級賽       | 首要超級賽 | 男子雙打 | 川前直樹 | 準決賽 |
| 2012年 | 德國羽毛球黃金大獎賽       | 黃金大獎賽 | 混合雙打 | 松尾靜香 | 準決賽 |
| 2012年 | 瑞士羽毛球黃金大獎賽       | 黃金大獎賽 | 男子雙打 | 川前直樹 | 冠軍   |
| 2012年 | 新加坡羽毛球超級賽         | 超級賽     | 混合雙打 | 松尾靜香 | 準決賽 |

| 2007-2017年 | 首要超級賽 | 超級賽 | 黃金大獎賽 | 大獎賽 | 國際挑戰賽 | 國際系列賽 | 未來系列賽 | 其他 |

### 奧運會和世錦賽參賽紀錄
|          | 搭檔     | 2003 | 2004 | 2005 | 2006 | 2007 | 2008 | 2009 | 2010 | 2011 | 2012       |
| -------- | -------- | ---- | ---- | ---- | ---- | ---- | ---- | ---- | ---- | ---- | ---------- |
| 男子單打 | －       | 64強 | 32強 | 16強 | 16強 | 32強 | 16強 | －   | －   | －   | －         |
|          |          |      |      |      |      |      |      |      |      |      |            |
| 男子雙打 | 佐佐木翔 | －   | －   | 64強 | －   | －   | －   | －   | －   | －   | －         |
| 男子雙打 | 川前直樹 | －   | －   | －   | －   | －   | －   | 16強 | 48強 | －   | 小組第三名 |